# François Carpentier
Pour les articles homonymes, voir Carpentier.
François Carpentier, né à Paris 6e le 29 décembre 1910 et mort à Paris 13e le 18 décembre 1976, est un architecte français. 

## Biographie
François Carpentier est le fils de Jean Carpentier, ingénieur et industriel, maire du 6e arrondissement de Paris de 1940 à 1944, et le frère du producteur de télévision  Gilbert Carpentier. Il est le petit-fils de l'inventeur Jules Carpentier et de l'acousticien Gustave Lyon. Il épouse le 14 juin 1938 à la mairie du 6e arrondissement Élisabeth Viénot (1915-1994).
Il se forme à l'École des Beaux-Arts de Paris, où il suit l'enseignement d'Alphonse Defrasse. Il obtient son diplôme d'architecte DPLG en 1937,.
Entre 1937 et 1939, il travaille avec Raoul Dautry pour la réalisation de bâtiments industriels et de cités ouvrières (Nantes, Tulle).
Après la guerre, il a été très actif en Normandie, pour la réalisation de bâtiments en lien avec la mémoire du Débarquement de Normandie. Il avait un lien familial avec la région d'Arromanches, car son grand-père Jules Carpentier possédait la "Villa d'Arromanches", une imposante maison de maître dominant la plage, à l'ouest du centre-ville.
Il a été reçu comme membre titulaire de l'Académie d'architecture le 26 novembre 1962 au fauteuil de Georges Gromort (1870-1961), et en a été trésorier, puis secrétaire général.
Il a été conseiller municipal d'Arromanches à partir de 1947 et devient maire de cette ville en 1963, succédant à son cousin germain, le capitaine de frégate Lucien Joly (maire de 1947 à 1963). Il reste maire jusqu'en 1976.

## Principales réalisations
- Haras de Messelan, à Frouville, dans le Val-d'Oise (1950-1953), avec une charpente en bois collé de grande portée, ce qui est une innovation[3].
- Musée du débarquement (Arromanches-les-Bains), Calvados (1952-1954)[3]. Le bâtiment, qui n'était plus adapté, a été remplacé (2022-2023) par un nouveau bâtiment plus vaste et plus moderne[7],[8].
- Musée des Troupes aéroportées (Musée Airborne) à Sainte-Mère-Église (1961)[3].
- Théâtre de Caen (1959-1963)[3].
- Nouvelle faculté de droit de l'Université de Paris, rue d'Assas (1957-1963)[3],[9].
- Pavillon de la Marine marchande à l'Exposition universelle de Bruxelles de 1958[3].
- Base maritime de Hourtin, en Gironde (1959-1960)[3].
- Mémorial du débarquement en Provence au Mont Faron, au-dessus de Toulon (1964)[3].
- Siège social de Ford France à Rueil-Malmaison, entièrement en aluminium et verre (1966)[3].
- Théâtre de Villeurbanne (1967)[5].
- Rénovation du siège social du Crédit Lyonnais à Paris[3].

## Hommages
- Chevalier de la Légion d'honneur, par décret du 27 décembre 1975[6].
- Une rue d'Arromanches porte son nom.